# Burg Karatsu
Die Burg Karatsu (japanisch 唐津城, Karatsu-jō) bzw. „Tanzender-Kranich-Burg“ (japanisch 舞鶴城, Maizuru-jō) befindet sich in der Stadt Karatsu, Präfektur Saga.

## Geschichte
Im Jahre 1595 erhielt Terazawa Hirotaka, ein hoher Vasall des Toyotomi Hideyoshi das Gebiet um die Mündung des Flusses Matsuura. Nach der Schlacht von Sekigahara, in der sich an der Seite Tokugawa Ieyasus ausgezeichnet hatte, erhielt er zusätzlich das Gebiet von Amakusa mit 40.000 Koku dazu und war nun Daimyō mit einem Einkommen von 123.000 Koku. Ab 1602 baute er die Burganlage mit der Insel Mantō (43 m), die sich an der Mündung des Flusses Matsuura in die Karatsu-Bucht befindet, aus. Gleichzeitig führte er den Fluss Hatagawa mit dem Fluss Matsuura zusammen und leitete beide mit einem Kanal um, sodass sie nun statt westlich von der Insel östlich ins Meer flossen. 1608 war die Neuanlage fertig. 
Auf Terazawa folgten die Ōkubo (83.000 Koku), die Ōgyū-Matsudaira (73.000 Koku), die Doi (70.000 Koku), die Mizuno (60.000 Koku) und schließlich die Ogasawara (60.000 Koku).
In der Meiji-Zeit wurde die Residenz im Ni-no-maru für kurze Zeit zunächst Englischschule des Han, dann allgemeine Schule. Schließlich wurde die Burg abgerissen, das Material verkauft und das Gelände dem Verfall preisgegeben. Aber dann 1876 wurde der Bereich auf Wunsch der ehemaligen Vasallen als öffentlicher Park gestaltet. 1966 wurde der Burgturm wieder errichtet, danach wurden das Tor zur Hauptburg, Wachtürme (Tatsumi-yagura, Ryōsho-yagura), Wallanlagen und Gräben (Higo-bori, Yanagi-bori) wieder hergestellt.

## Die Anlage
Auf dem Inselberg befand sich der Hommaru, unterteilt in eine Obere Terrasse (kamidan) und eine Untere (shimodan), die sich über der Inselbasis erhoben. Davor waren Ni-no-maru, San-no-maru und das Sotoguruwa angelegt. Vom Burgturm auf der Oberen Terrasse existierte zu dem Zeitpunkt (1608) jedoch nur die steinerne Basis. Für den Burgbau besorgte sich Hirokata Baumaterial aus der alten Burg Nagoya des Hideyoshi.

## Bilder

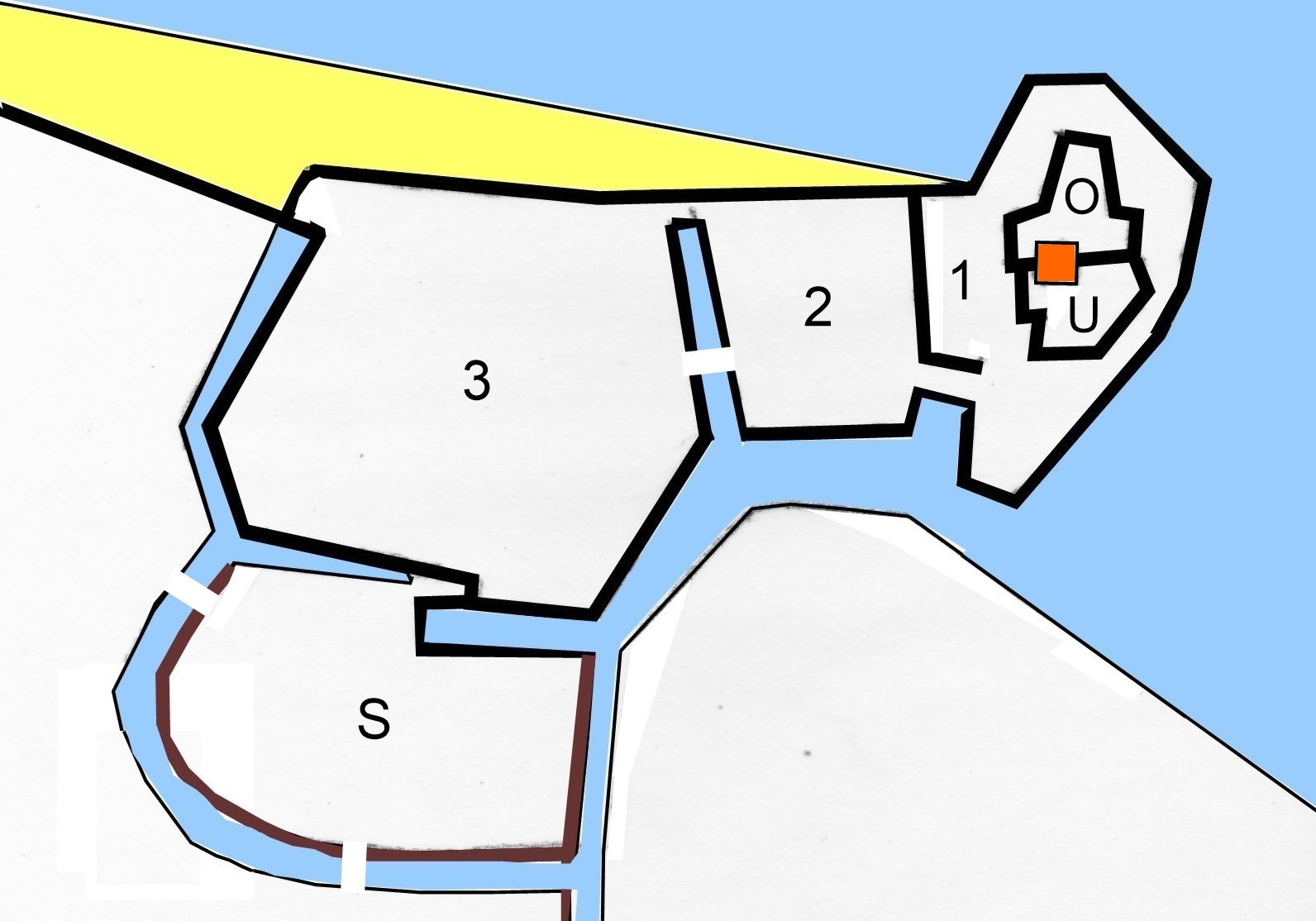
Plan der Burganlage
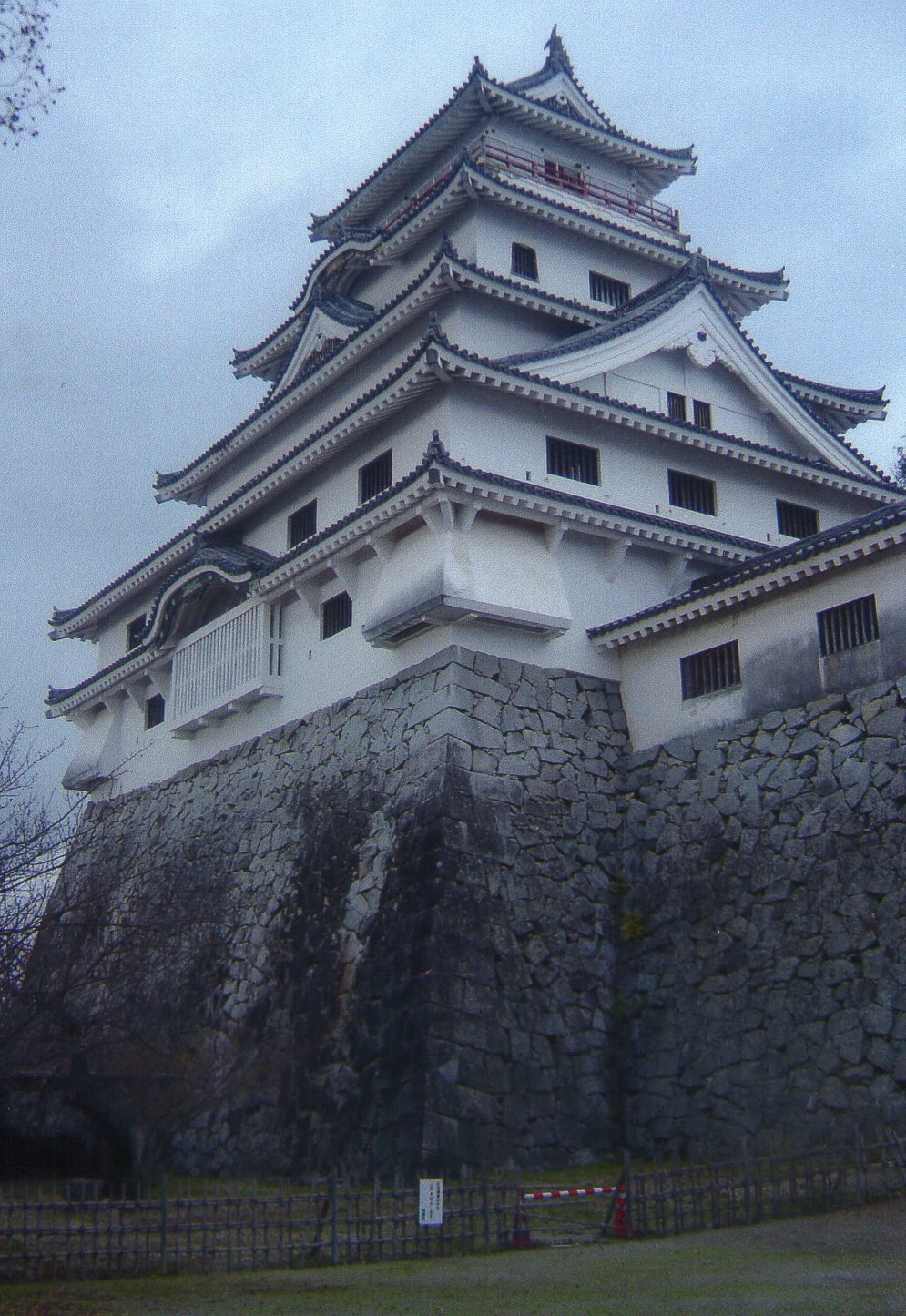
Burgturm
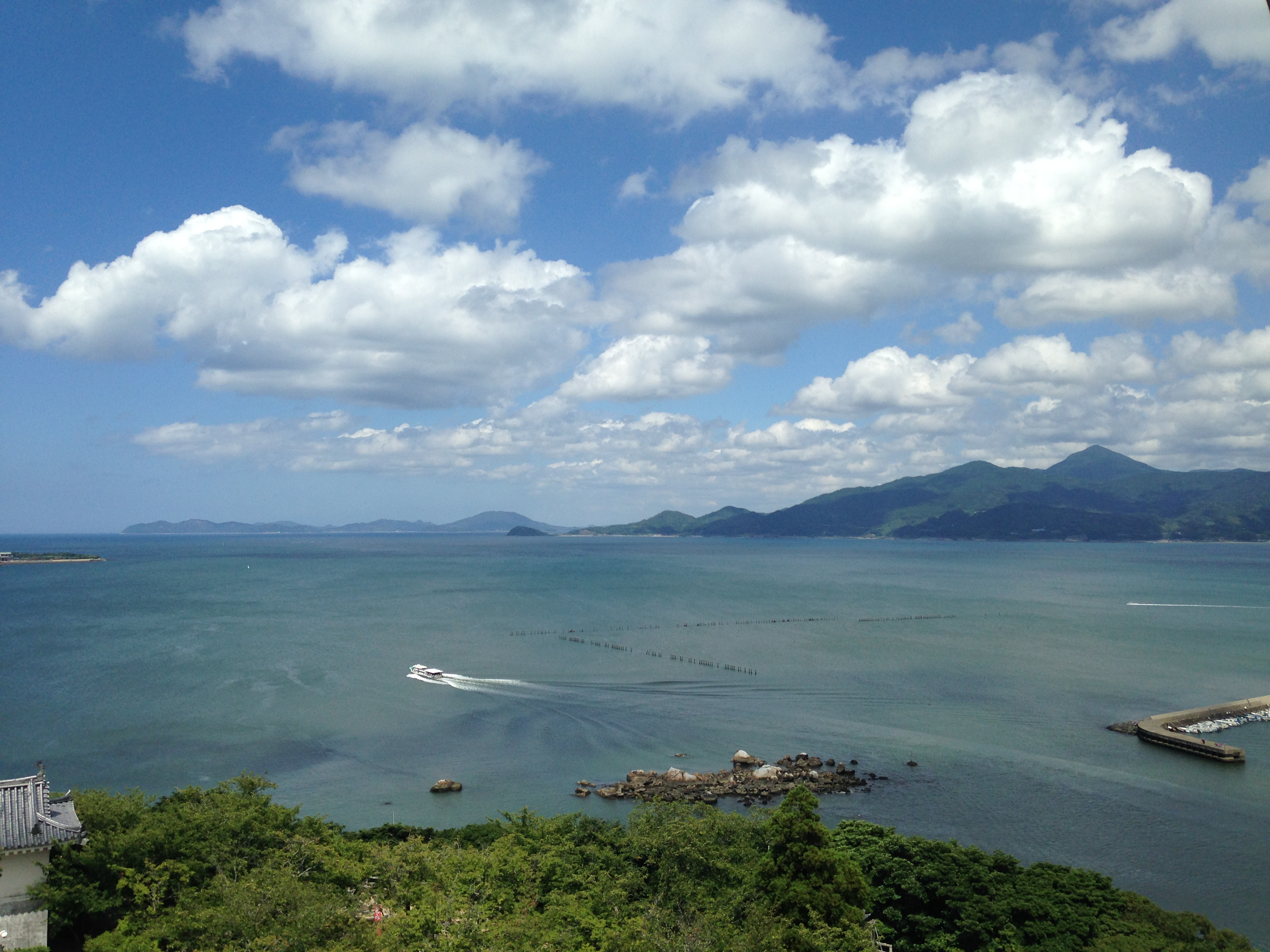
Blick auf die Bucht
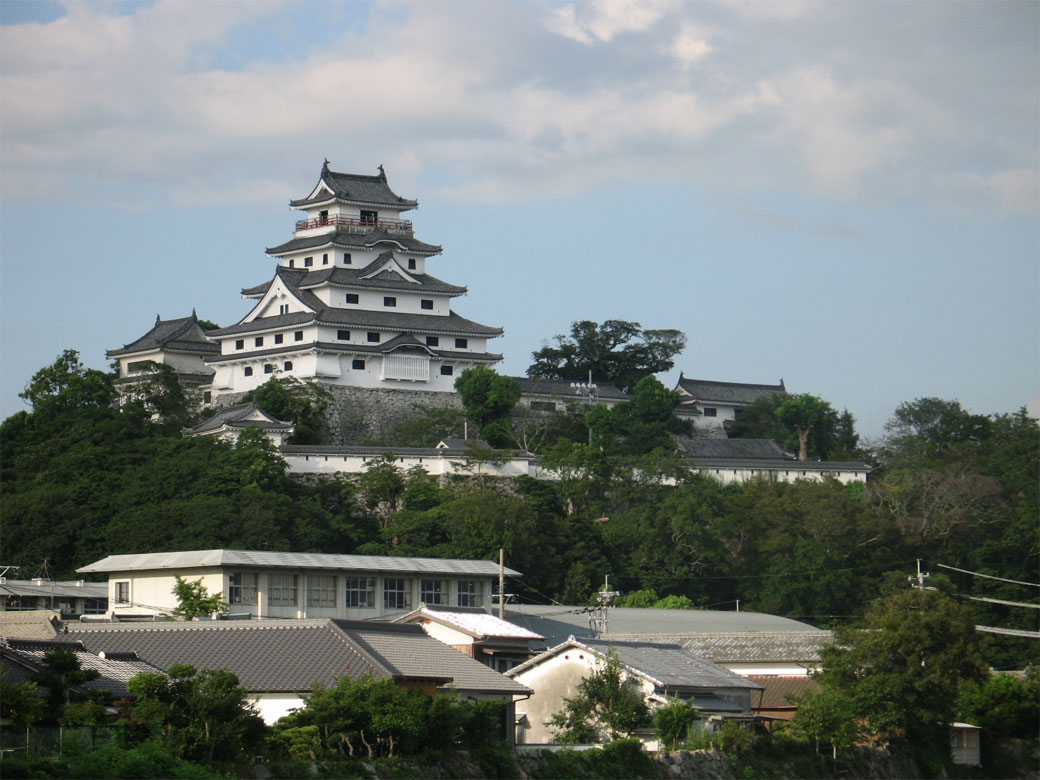
Burgturm
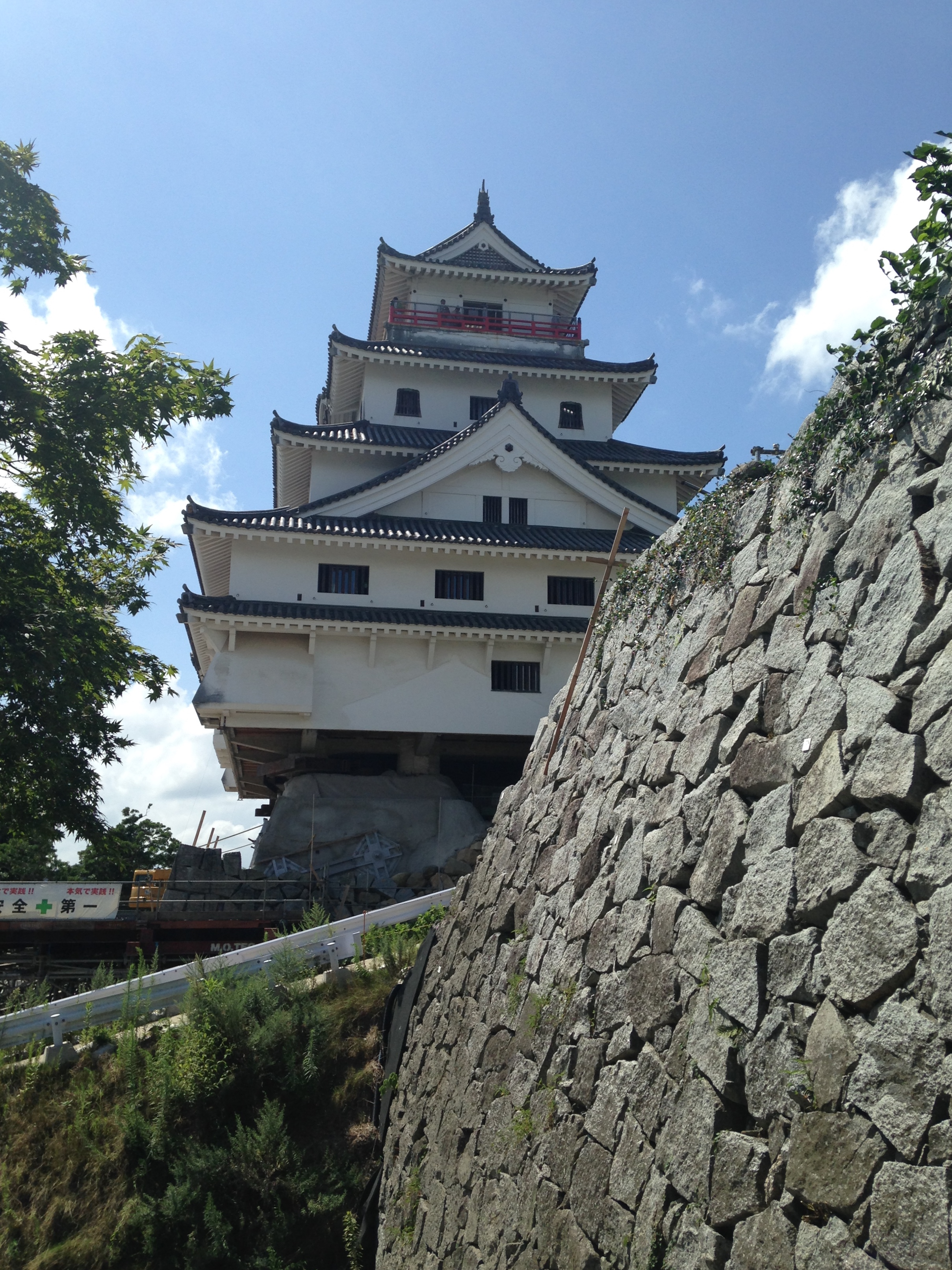
Burgturm

## Zur Burganlage
1. ↑  1: Hommaru,  O/U: Obere u. Untere Terrasse, 2: Ni-no-maru, 3: San-no-maru, S: Sotoguruwa.